# Anthony Davis (Komponist)
Anthony Davis (* 20. Februar 1951 in Paterson, New Jersey) ist ein US-amerikanischer Komponist und Jazz-Pianist.

## Leben und Wirken
Davis, dessen Vater Hochschullehrer war, wuchs auf dem Campus von Princeton und des State Colleges in Pennsylvania auf. Sein Vater kannte Art Tatum; einer der Nachbarn war der Pianist Billy Taylor. Davis nahm Klavierstunden und schloss Anfang der 1970er seine Musikstudium in Yale ab. Während dieser Zeit lernte er den Posaunisten George Lewis kennen, mit dem er auch spielte. Spätestens zwischen 1974 und 1977, als er mit dem Trompeter Wadada Leo Smith in dessen Gruppe New Delta Akhri spielte, wurde er mit den Prinzipien der Association for the Advancement of Creative Musicians vertraut, die ihn beeinflussten. 1975 leitete er ein eigenes Quartett mit Ed Blackwell, Jay Hoggard und Mark Helias. 1977 zog er nach New York City, wo er mit Anthony Braxton,  Oliver Lake, Barry Altschul, Chico Freeman und George Lewis arbeitete. In dieser Zeit entstand sein erstes Album, Song for the Old World. Zu Beginn der 1980er arbeitete er in unterschiedlichen Formationen mit dem Flötisten James Newton und gab Konzerte als Solopianist.
1981 gründete er das Oktett Episteme, um neben seinen eigenen Kompositionen auch jene anderer Komponisten (z. B. Earle Howard und  Alvin Singleton) aufzuführen. In seinen ersten kammermusikalischen Kompositionen sind Einflüsse javanischer Gamelan-Musik und afrikanischer Skalen deutlich.
1986 hatte seine erste Oper X: The Life and Times of Malcolm X an der New York City Opera in Manhattan Premiere, die auf dem Leben von Malcolm X basiert. Die Uraufführung seiner fünften Oper Wakonda’s Dream war 2007 in der Opera Omaha. Sie befasst sich mit dem Leben einer Indianerfamilie und deren Geschichte. In beiden Fällen führte Rhoda Levine Regie. 2019 wurde seine achte Oper The Central Park Five zu einem Libretto von Richard Wesley von der kalifornischen Long Island Beach Opera in einer Inszenierung von Andreas Mitisek uraufgeführt; das Stück handelt von fünf afroamerikanischen und Latino-Jugendlichen, die zu Unrecht für eine Vergewaltigung im Park verurteilt und dreizehn Jahre später durch DNA-Beweise entlastet wurden. 2023 legte er das Trioalbum Vertical Motion (Astral Spirits) vor.
Sowohl als Komponist als auch als Pianist wurde Davis im Down-Beat-Poll ausgezeichnet. 2020 erhielt Davis für The Central Park Five den Pulitzer-Preis für Musik. 2021 wurde er in die American Academy of Arts and Letters gewählt.
Als Hochschullehrer an der Yale University lehrte er sowohl Komposition als auch Musikgeschichte des 20. Jahrhunderts; seit 1998 ist er Musik-Professor an der University of California, San Diego.
Davis ist mit der Sopranistin Cynthia Aaronson-Davis verheiratet und hat einen Sohn.